# Frýdlantské cimbuří

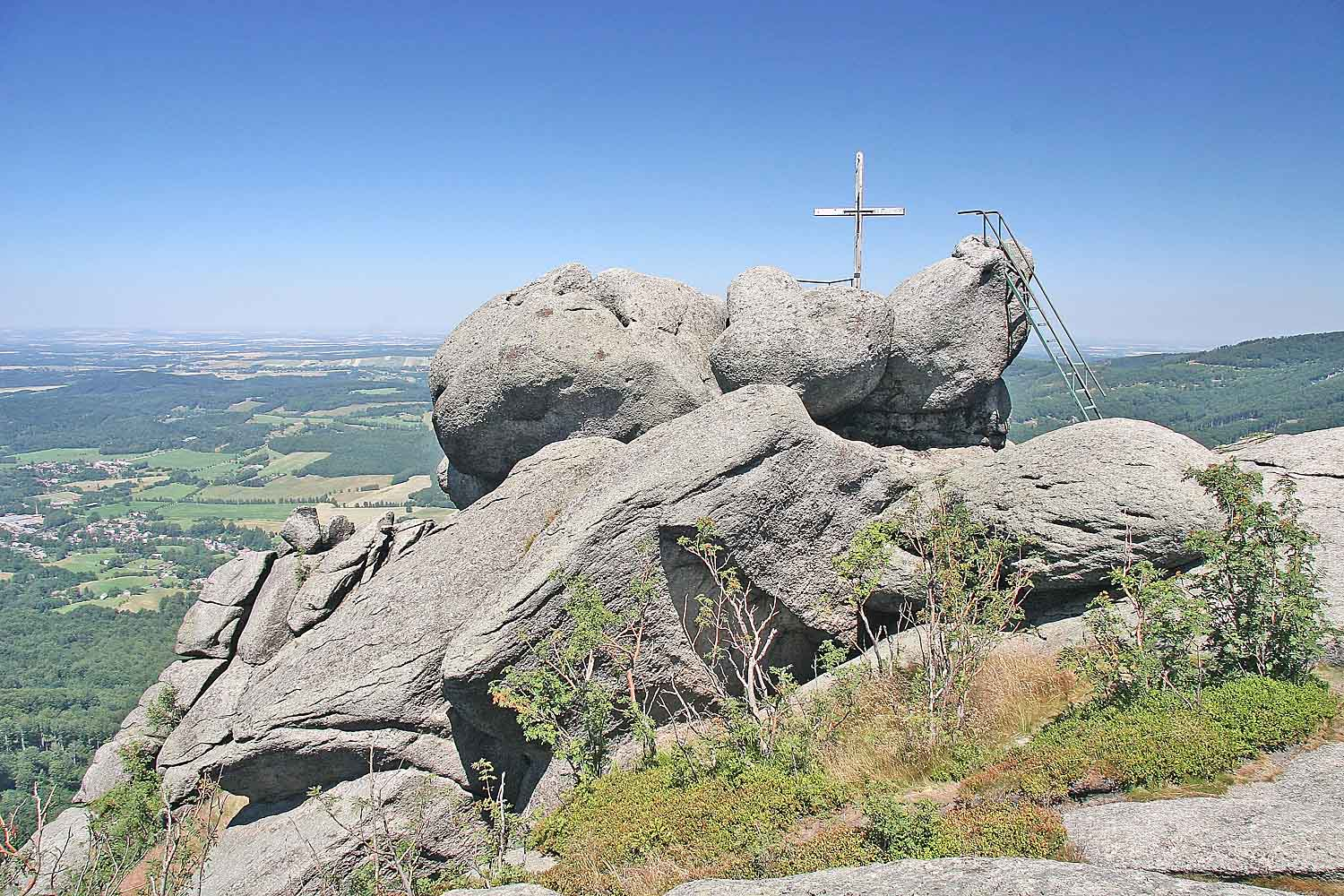
Frýdlantské cimbuří – skałka widokowa

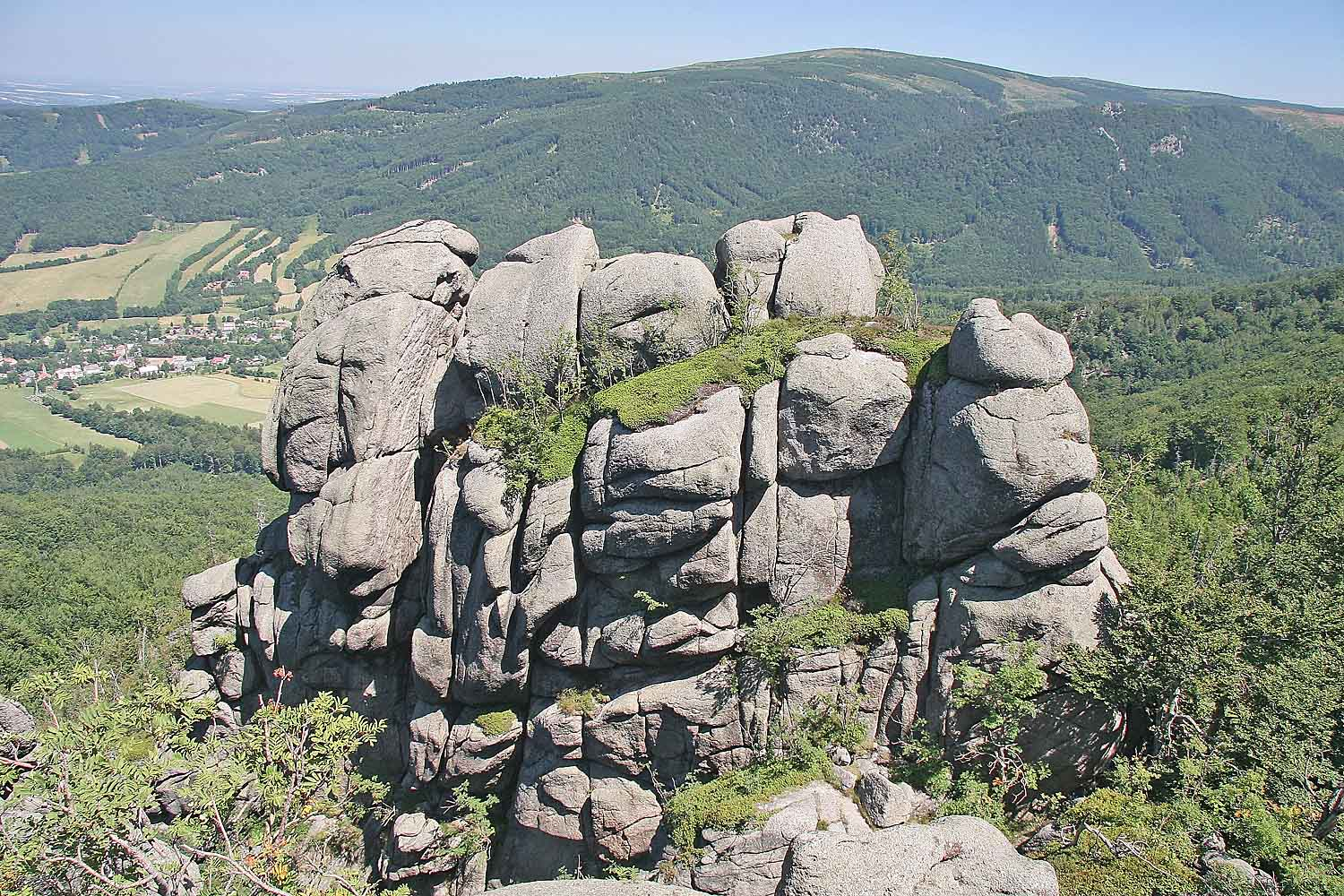
Widok na Smrek

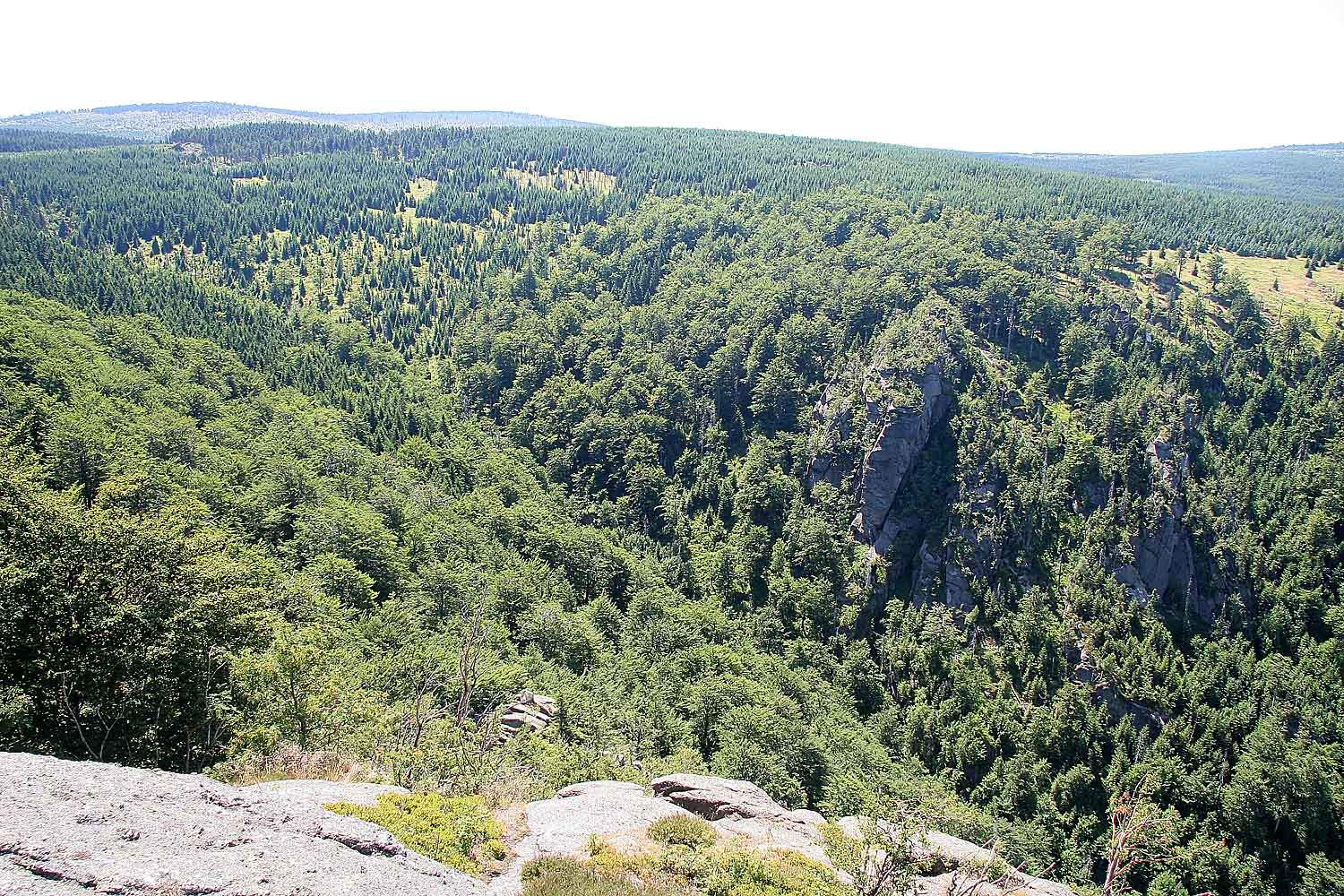
Frýdlantské cimbuří, widok na dolinę Černého potoku

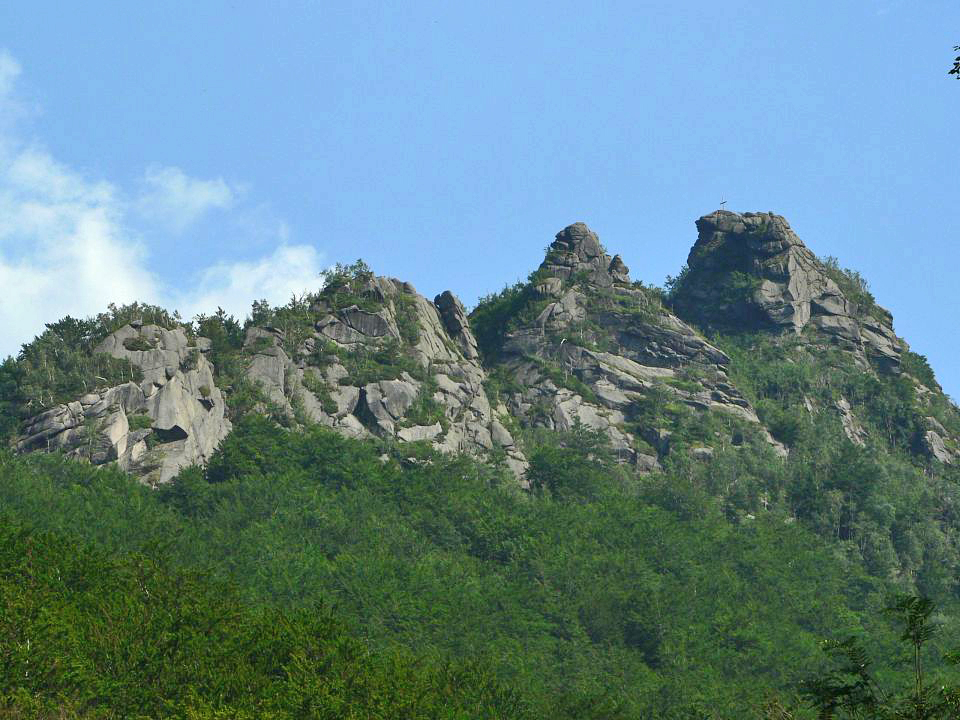
Frýdlantské cimbuří, widok z wsi Bílý Potok

Frýdlantské cimbuří (niem. Friedlander Zinne) – granitowa grupa skalna znajdująca się w północnej, czeskiej części Gór Izerskich. Nazwa oznacza w języku czeskim blanki i ma nawiązywać do murów zamku w mieście Frýdlant.
Dostęp do wschodniego skalnego szczytu grupy jest możliwy tylko przez wspinaczkę. Jako pierwsi zdobyli go 27 maja 1912 roku Franz Haupt i Wilhelm Bergmann, oni też nadali skałom nazwę. Zachodni skalny szczyt nazywany Brandfels (900 m n.p.m.) został w 1978 roku zabezpieczony drabinką oraz poręczami i jest dostępny dla turystów. Rozciąga się z niego szeroka panorama na Góry Izerskie, a zwłaszcza do doliny górnej Smědy oraz jej dopływu o nazwie Černý potok. Dobrze widoczne są położone niedaleko miasto Hejnice oraz wieś gminna Bílý Potok.
Do 1999 roku okoliczną przyrodę chronił rezerwat o tej samej nazwie co skałki, obecnie jest to część większego rezerwatu NPR Jizerskohorské bučiny.

## Szlaki turystyczne
- szlak   – łączy szlak   (biegnący z miejscowości Bílý Potok do przełęczy pod szczytem Holubník) ze szlakiem   (poprowadzonym w okolicach Izery). Do punktu widokowego Brandfels prowadzi krótki szlak docelowy oznaczony żółtym trójkątem.